# پایگاه هوایی پراتویل گروبی
 پایگاه هوایی پراتویل گروبی (به انگلیسی: Prattville-Grouby Field) یک فرودگاه همگانی بهره‌برداری هوایی است که یک باند فرود آسفالت دارد و طول باند آن ۱۶۴۶ متر است. این فرودگاه در کشور ایالات متحده آمریکا قرار دارد و در ارتفاع ۶۹ متری از سطح دریا واقع شده است.